# Giacomo De Angelis (politico)
Giacomo De Angelis (Maddaloni, 13 gennaio 1957) è un politico italiano.

## Biografia
Membro del Partito della Rifondazione Comunista, viene eletto deputato con i Progressisti alle elezioni politiche del 1994. Non riesce a confermare il proprio seggio alle elezioni del 1996, quando viene sconfitto nel collegio di Maddaloni dal candidato del centrodestra.
Dopo la scissione del PRC, avvenuta nell'ottobre 1998, segue Armando Cossutta che dà vita al Partito dei Comunisti Italiani.
Alle elezioni politiche del 2006 viene eletto deputato per il PdCI, restando a Montecitorio sino al termine della Legislatura conclusasi nel 2008.
Nel 2014 aderisce al Partito Comunista d'Italia e poi nel 2016 al Partito Comunista Italiano, entrambi eredi del PdCI.